# Лундмарк, Джейми
Джейми Лундмарк (англ. Jamie Lundmark; 16 января 1981, Эдмонтон, Альберта, Канада) — канадский хоккеист, центральный нападающий.

## Биография
На юниорском уровне выступал в юниорской лиге Альберты за «Сент-Альберт Сейнтс» и в Западной хоккейной лиге за «Мус Джо Уорриорс» и «Сиэтл Тандербердс». В 1999 году был выбран клубом «Нью-Йорк Рейнджерс» на драфте в 1-м раунде под 9-м номером. Бронзовый призёр молодёжных чемпионатов мира 2000 и 2001 года в составе сборной Канады. Затем играл в НХЛ за «Нью-Йорк Рейнджерс» и в АХЛ за их фарм-клуб «Хартфорд Вулф Пэк». В локаутном сезоне 2004/05 играл за итальянский «Больцано» и за «Хартфорд Вулф Пэк». 18 октября 2005 обменян из «Рейнджерс» в «Финикс Койотс». 9 марта 2006 обменян из «Финикса» в «Калгари Флэймз». 29 января 2007 обменян из «Калгари» в «Лос-Анджелес Кингз». В сезоне 2007/08 выступал в российской Суперлиге за московское «Динамо» и в АХЛ за «Лейк Эри Монстерз». 16 июля 2008 как свободный агент подписал контракт с «Калгари Флэймз», затем играл, помимо «Калгари», в АХЛ за их фарм-клубы «Куэд-Сити Флеймз» и «Эбботсфорд Хит». 13 февраля 2010 перешёл в «Торонто Мейпл Лифс». В сезоне 2010/11 играл за «Милуоки Эдмиралс» (АХЛ) и «Тимро» (чемпионат Швеции). В сезоне 2011/12 выступал в КХЛ за рижское «Динамо». В сезоне 2012/13 в составе клуба «Клагенфурт» стал чемпионом Австрии и был признан MVP турнира.